# UHSN
UHSN (hangul : 유학소녀, angielski: Study Abroad Girl) – południowokoreańskie reality show wyprodukowane przez Mnet. 10 zagranicznych fanek k-popu zostało zaproszonych do Korei, aby przez 3 tygodnie poznawały koreańską muzykę, kulturę, kuchnię i historię. 4 lipca 2019 w ramach programu ukazał się singiel zatytułowany „Popsicle”. 11 lipca na zakończenie finałowego odcinka miał swoją premierę teledysk do wspomnianego singla.

## Uczestniczki
| Pseudonim   | Pseudonim | Prawdziwe imię                                  | Data urodzenia       | Kraj pochodzenia  |
| Latynizacja | Hangul    | Prawdziwe imię                                  | Data urodzenia       | Kraj pochodzenia  |
| ----------- | --------- | ----------------------------------------------- | -------------------- | ----------------- |
| Deesee      | 디시      | Diana Shishka (ros. Диана Шишка)                | 16 sierpnia 1997     | Rosja             |
| Livia       | 리비아    | Livia Middleton                                 | 17 października 1997 | Szwecja           |
| Mind        | 마인      | Nichada Phonpadungjaroen (taj. ณิชาดา ผลผดุงเจริญ) | 20 września 1998     | Tajlandia         |
| Nada        | 나다      | Nada Ashraf (ara. أشرف ندا)                     | 30 lipca 1999        | Egipt             |
| Oline       | 올린      | Oline Tyfon Tiller                              | 16 września 2000     | Norwegia          |
| Maria       | 마리아    | Maria Elizabeth Leise                           | 21 września 2000     | Stany Zjednoczone |
| Vlada       | 블라다    | Vlada Simonenko (ukr. Влада Симоненко)          | 3 grudnia 2001       | Ukraina           |
| Luna        | 루나      | Luna Mędza                                      | 12 sierpnia 2002     | Polska            |
| Liisu       | 리수      | Elizabeth Liisu Cerenius                        | 16 stycznia 2003     | Estonia · Szwecja |
| Erii        | 에리이    | Chiba Erii (jap. 千葉恵里)                      | 27 października 2003 | Japonia           |

## Odcinki
| Numer     | Tytuł       | Premiera w Korei Południowej |
| --------- | ----------- | ---------------------------- |
| 1         | „Episode 1” | 23 maja 2019                 |
| 2         | „Episode 2” | 30 maja 2019                 |
| 3         | „Episode 3” | 6 czerwca 2019               |
| 4         | „Episode 4” | 13 czerwca 2019              |
| 5         | „Episode 5” | 20 czerwca 2019              |
| 6         | „Episode 6” | 27 czerwca 2019              |
| 7         | „Episode 7” | 4 lipca 2019                 |
| 8         | „Episode 8” | 11 lipca 2019                |
| Specjalny | „Special”   | 18 lipca 2019                |

## Dyskografia

### Single
| Rok  | Tytuł                     |
| ---- | ------------------------- |
| 2019 | „Popsicle”                |
| 2019 | „Popsicle (Instrumental)” |